# Etenon
Etenon är det formella namnet för keten, en organisk förening med formeln C2H2O eller H2C=C=O. Etenon är det enklaste ämnet i ämnesklassen ketener. Etenon är en tautomer av etynol.

## Egenskaper
Etenon är en färglös gas vid STP och har en starkt irriterande lukt. Etenon har en molekylmassa på 42,04 u, en smältpunkt på -150,5 °C och en kokpunkt på -56,1 °C. Ämnet löser sig i aceton, etanol, dietyleter, aromatiska kolväten och organiska halogenider.

## Tillverkning
Etenon kan tillverkas genom pyrolys av acetonånga.

## Reaktioner
Etenon är väldigt reaktivt och reagerar gärna med nukleofiler för att bilda en acetylgrupp. Etenon reagerar exempelvis med ättiksyra för att bilda ättiksyraanhydrid.
Etenon kan även reagera med sig själv via en [2+2] cykloaddition för att bilda en cyklisk dimer som kallas alkylketendimer. Av denna anledning bör inte etenon förvaras under längre perioder.

## Försiktighetsåtgärder
Exponering för höga koncentrationer av etanon får människor att uppleva irritation i kroppsdelar som ögonen, näsan, halsen och lungorna. Utökade giftighetstest på möss, råttor, marsvin och kaniner visade att tiominutersexponeringar av nytillverkad etenon med en låg koncentration på 0,2 mg/liter (116 ppm) kan orsaka hög dödsprocent i små djur. Dessa upptäckter placerar etenon i samma giftighetsgrad som fosgen (0,2–20 mg/liter) och vätecyanid (0,2–0,5 mg/liter). Dödsorsaken är lungödem och är likställd med, men död infinner sig mycket snabbare än vid, fosgenförgiftning.